# Абдуллин, Ильфат Ринатович
Ильфат Ринатович Абдуллин (род. 9 января 1998, Карабулак, Алматинская область) — казахстанский лучник, выступающий в соревнованиях по стрельбе из олимпийского лука. Участник Олимпийских игр.

## Биография
Ильфат Абдуллин родился 9 января 1998 года в Талдыкоргане.

## Карьера
Выступил на третьем этапе Кубка мира в Анталии. По результатом рейтингового раунда, в котором казахстанский лучник набрал 651 очко и занял 79-е место, он попал на белоруса Антона Прилепова в первом раунде и проиграл ему 2:6.
На чемпионате Азии 2017 года в Дакке Абдуллин дошёл до стадии 1/32 финала.
На Азиатских играх 2018 года в Джакарте Абдуллин занял четвёртое место. В полуфинале он проиграл Ли Ву Соку, а в поединке за бронзовую медаль уступил индонезийцу Риау Эга Агата Сальсабилла со счётом 2:6. Также он занял пятое место в составе мужской команды и девятое в турнире смешанных пар.
В том же году он участвовал на трёх этапах Кубка мира: в Шанхае он стал 57-м в индивидуальном турнире и девятым в составе смешанной команды, в Анталии уступил в первых матчах и также стал 57-м. Лучший результат показал в Берлине, добравшись в личном турнире до 1/16 финала.
В 2019 году Абдуллин проиграл на стадии 1/32 финала на чемпионате мира в Хертогенбосе и занял шестое место в составе мужской команды. На Кубке мира в Шанхае выбыл на стадии 1/32 финала, в Анталии дошёл до 1/16 финала. Также в Турции он выбыл на той же стадии в турнире смешанных пар. На чемпионате Азии в Бангкоке добрался до 1/16 финала.
В 2021 году Ильфат показал лучший результат на Кубке мира, добравшись до 1/8 финала в Париже. Также он стал девятым в турнире смешанных пар. На этапе в Лозанне проиграл на стадии 1/32 финала. На летних Олимпийских играх в Токио, перенесённых на 2021 год из-за пандемии коронавируса, в мужском командном турнире с Санжаром Мусаевым и Денисом Ганькиным проиграл сборной Индии в составе сборной в 1/8 финала. В индивидуальном турнире дошёл до стадии 1/8 финала и проиграл китайцу Цзялуню Ли в перестрелке, победив при этом британца Джеймса Вудгейта и нидерландца Стива Вайлера.